# Gabaza edashigei
Gabaza edashigei är en tvåvingeart som först beskrevs av Akira Nagatomi 1975.  Gabaza edashigei ingår i släktet Gabaza och familjen vapenflugor. Inga underarter finns listade i Catalogue of Life.